# オオウロコニシキヘビ属
オオウロコニシキヘビ属（オオウロコニシキヘビぞく、Aspidites）は、爬虫綱有鱗目ニシキヘビ科（ボア科ニシキヘビ亜科とする説もあり）に属する属。模式種はズグロニシキヘビ。

## 分布
オーストラリア固有属

## 形態
最大種はズグロニシキヘビだが、2種とも最大で300cm程にはなるとされる。体色は淡黄色で不規則な斑紋が入る。頭部の鱗は大型で、赤外線感知器官（ピット器官）を持たず原始的なニシキヘビと考えられている。

## 生態
砂漠や荒地、サバンナ等に生息する。夜行性で、昼間は他の動物が掘った穴や茂みに隠れて休む。
食性は動物食で、爬虫類、鳥類、小型哺乳類等を食べる。ピット器官がないこともあってか主に変温動物である爬虫類を食べる。
繁殖形態は卵生。

## 分類
- Aspidites melanocephalus　ズグロニシキヘビ　Black headed python
- Aspidites ramsayi　ウォマ　Woma

## 人間との関係
開拓による生息地の減少により、生息数は減少している。
ペットとして飼育されることもあり、日本にも輸入されている。本種の生息地であるオーストラリアは国内に生息する野生動物の輸出を禁止しているため、過去に研究用や動物園での展示用に輸出された個体からの繁殖個体のみが流通する。そのため繁殖個体のみが流通し、極めて高価である。
動物愛護法の改正により、2007年現在本属の構成種を飼育することに対しての法規制はない。
野生では主に爬虫類を食べるが、飼育下では大抵の場合マウスに餌付くことが多い。しかし飼育下でも爬虫類しか食べようとしない個体も稀にいる。